# Gipfeltreffen (Fernsehsendung)

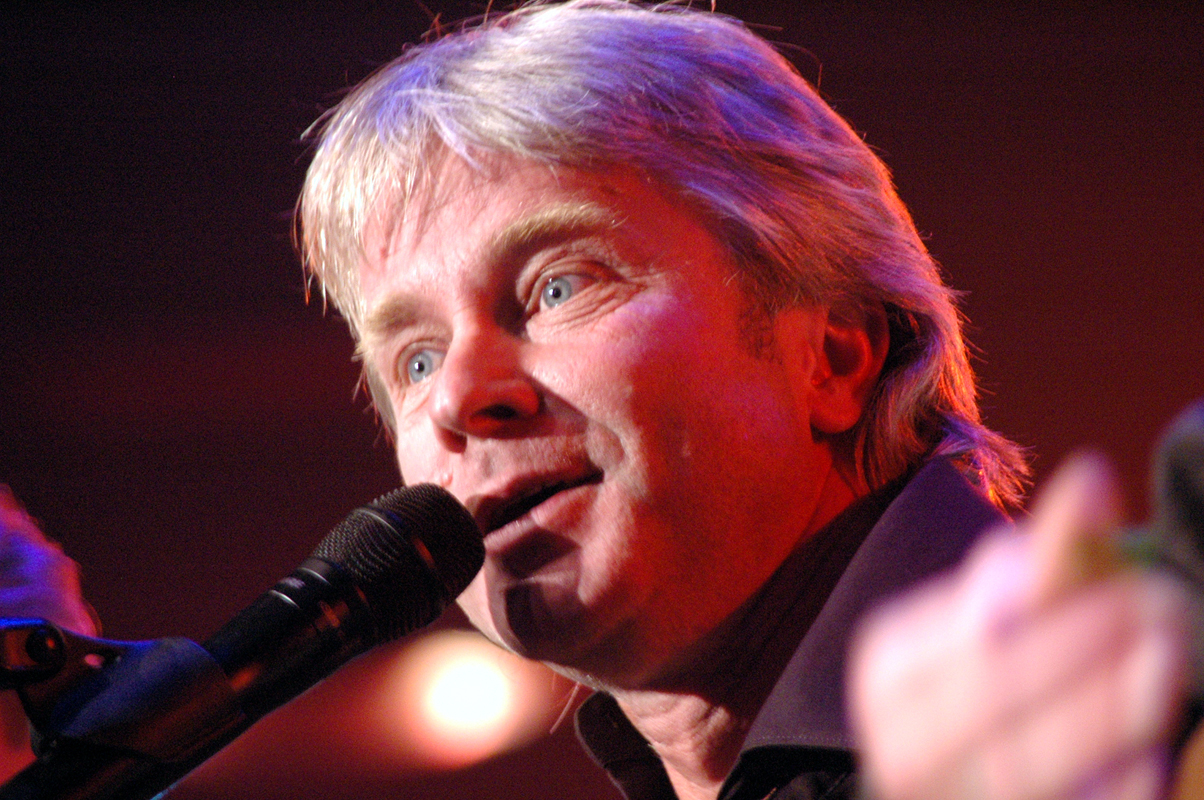
Moderator Werner Schmidbauer (2009)

Gipfeltreffen ist eine Talkshow des BR Fernsehens, die von 2003 bis 2025 in 126 Episoden und einem Best Of produziert wurde. Der Gastgeber war der Moderator und Musiker Werner Schmidbauer.

## Konzept
Werner Schmidbauer wanderte in jeder Ausgabe mit einem prominenten Gast auf einen Berg in Bayern, im Salzburger Land oder in Tirol. Dabei redete er mit dem Gast über dessen Lebensgeschichte. Der Höhepunkt jeder 45-minütigen Sendung ist die herzhafte Brotzeit auf dem Gipfel des bestiegenen Berges, welche Schmidbauer selbst vorbereitet hat, darunter finden sich auch die selbstgemachten „Fleischpflanzerl“ (Frikadellen), für welche er bei seinen Gästen bekannt ist. 2013 musste Schmidbauer erstmals fleischlose „Fleischpflanzerl“ zubereiten, da Wolfgang Niedecken Vegetarier ist. Karl Ludwig Schweisfurth und Rainer Maria Schießler brachten selbst zubereitete „Fleischpflanzerl“ mit.
Am 20. April 2013 feierte die Sendung ihr zehnjähriges Bestehen im Rahmen einer „Gipfeltreffen-Nacht“, in welcher mehrere frühere Ausgaben der Sendung gezeigt wurden.
Mit der 126. Ausgabe wurde die Reihe am Karfreitag, den 18. April 2025, auf Wunsch von Schmidbauer, beendet. Er möchte in Zukunft mehr Zeit für die Musik haben. In der letzten Sendung war sein langjähriger Musikpartner Martin Kälberer zu Gast. Wie in der ersten Sendung mit Elmar Wepper am 21. April 2003 ging es auf den Mitterberg (1214 m) bei Bad Feilnbach. Am 21. April, Ostermontag, gab es ein Best Of.

## Sendetermine
Das Gipfeltreffen wurde an Feiertagen um 17.45 Uhr im BR Fernsehen ausgestrahlt. In der Regel wurde die Sendung an Karfreitag, Ostermontag, dem 1. Mai, Christi Himmelfahrt, Pfingstmontag, Fronleichnam, Mariä Himmelfahrt, dem Tag der Deutschen Einheit oder Allerheiligen gesendet.

## Episodenliste
| \| \|                                  |
| Positionskarte der bestiegenen Gipfel. |
| Lokalisierung von Bayern in Bayern     |